# مارکت تاشندورف
مارکت تاشندورف (به آلمانی: Markt Taschendorf) یک شهر در آلمان است که در نوی‌شتات واقع شده‌است. مارکت تاشندورف ۱٬۰۶۴ نفر جمعیت دارد.